# Özer Özdemir
Özer Özdemir, né le 5 février 1998 à Montivilliers, est un footballeur franco-turc, qui évolue au poste de latéral droit au Balıkesirspor.

## Biographie

### En club
Özer Özdemir naît le 5 février 1998 à Montivilliers en banlieue havraise, il est formé au Havre AC
Il fait ses débuts avec l’équipe première du HAC le 4 août 2017, lors d'un match de Ligue 2 face à l'AJ Auxerre (victoire 4-1), en remplaçant Barnabás Bese à la 67e minute de jeu. Il signe son premier contrat professionnel d'une durée de trois saisons le 22 novembre 2017. Avec les Ciel et Marine, il ne parvient pas à obtenir un temps de jeu conséquent, ne disputant que sept matchs lors de sa première saison en pro, et seulement neuf la saison suivante.
Le 5 juillet 2019, il s'engage en faveur du Yeni Malatyaspor, 5e du dernier championnat turc. Il n'est titularisé qu’occasionnellement, et voit son club se classer à la 16e place du championnat, qui entraîne normalement une relégation. Pourtant, en raison de la pandémie de Covid-19, les hautes instances du football turc décident de ne reléguer aucun club, et le Yeni Malatyaspor est maintenu en Süper Lig.
Le 10 septembre 2020, Özdemir et son coéquipier Sakıb Aytaç s’engagent en faveur du Denizlispor, Özdemir signant un contrat de quatre saisons. Il dispute la majorité des matchs de la saison, mais ne peut empêcher l'obtention de la dernière place du classement et la relégation en 1.Lig.

### En sélection
Özer Özdemir est international turc des moins de 15 aux moins de 18 ans, participant notamment aux éliminatoires de l'Euro des moins 17 ans 2015, auquel la Turquie échoue à se qualifier. En 2019, il est convoqué à deux reprises avec l'équipe de Turquie espoirs, mais sans jamais entrer en jeu.